# Burg Vlotho

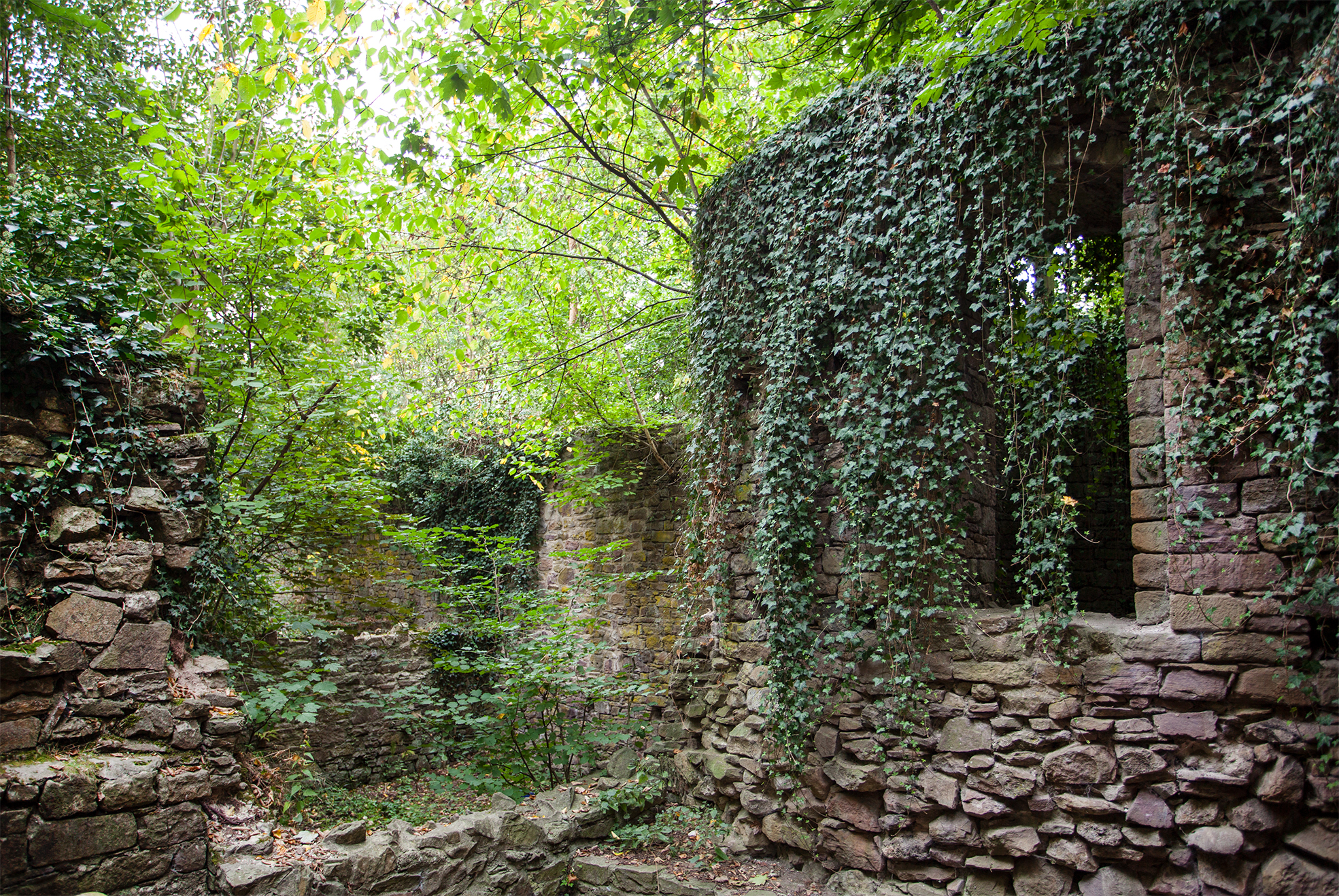
Rekonstruierte Reste der Burg

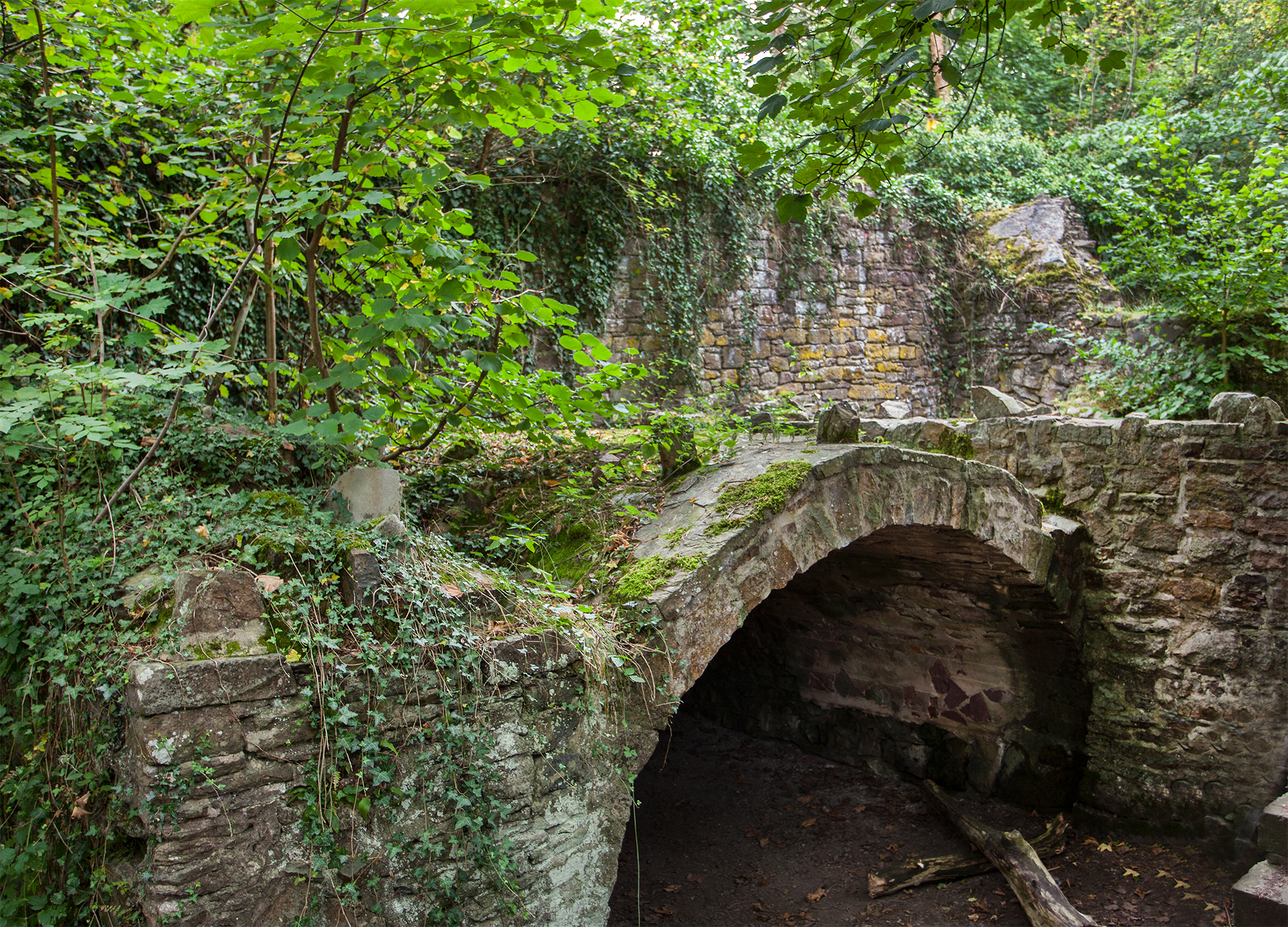
Kellergewölbe der Burg Vlotho

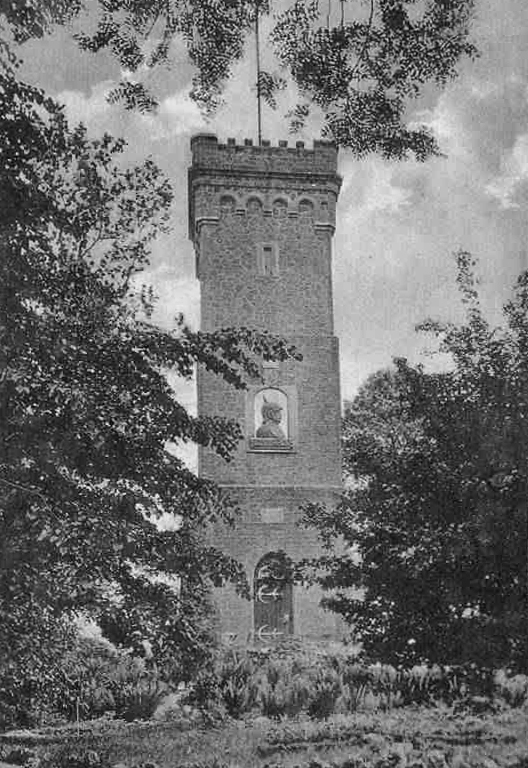
Der heute nicht mehr vorhandene Vlothoer Bismarckturm auf dem Burggelände (um 1910)

Die Burg Vlotho ist die hochmittelalterliche Ruine einer Höhenburg oberhalb der Kleinstadt Vlotho im ostwestfälischen Kreis Herford (Nordrhein-Westfalen). Die oberirdischen Bereiche wurden im Zuge der Ausgrabungen in den Jahren 1936 bis 1939 weitgehend rekonstruiert.

## Lage

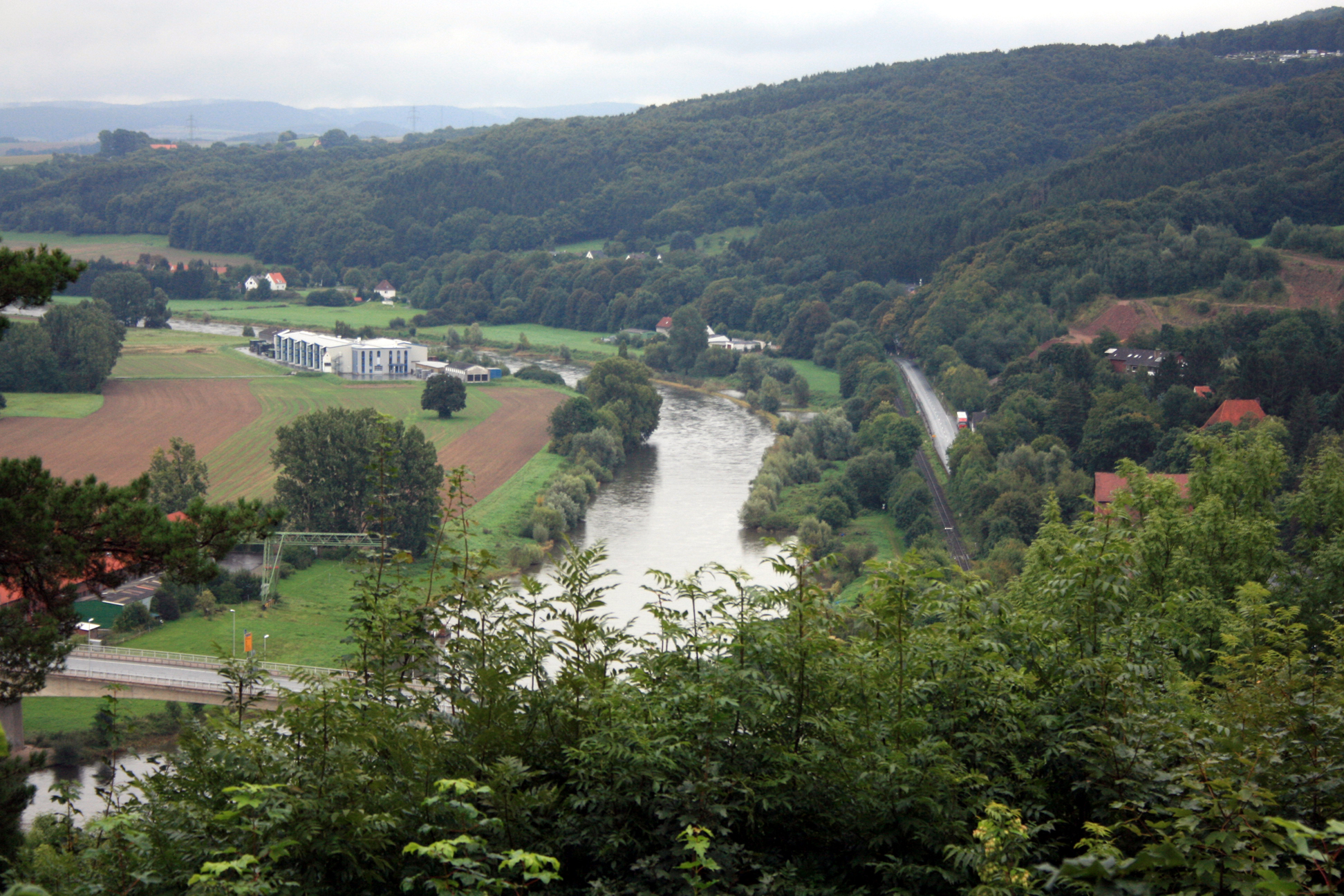
Blick von der Burgterrasse auf die Weser

Die ausgedehnte Anlage liegt auf dem 141 Meter hohen Amtshausberg fast 100 Meter über dem Pegel der Weser auf einem Felsgrund. Dabei handelt es sich um einen Geländesporn der so genannten Ebenöde. Der Hang fällt steil nach Osten und Süden ab. Minden liegt 14 Kilometer nördlich, Herford 14 Kilometer südwestlich und Bielefeld 26 Kilometer südwestlich. In der Gegend gibt es Spuren der Besiedlung aus frühgeschichtlicher Zeit.
Durch einen linksseitigen Weserarm entstand ein natürliches Hafenbecken, außerdem führte auf diesen Abschnitt der Weser ein wichtiger Zweig des Handelsweges Frankfurt-Bremen auf Vlotho zu und zwar über Lemgo und Wehrendorf. Wehrendorf gehört heute zum Vlothoer Stadtteil Valdorf.
Die Burg ist über das Autobahnkreuz Bad Oeynhausen und die sich hieran anschließende Bundesstraße 514 mit dem Pkw oder über den Regionalbahnhof Vlotho mit dem Zug zu erreichen.

## Geschichte

### Siedlungsgeschichte

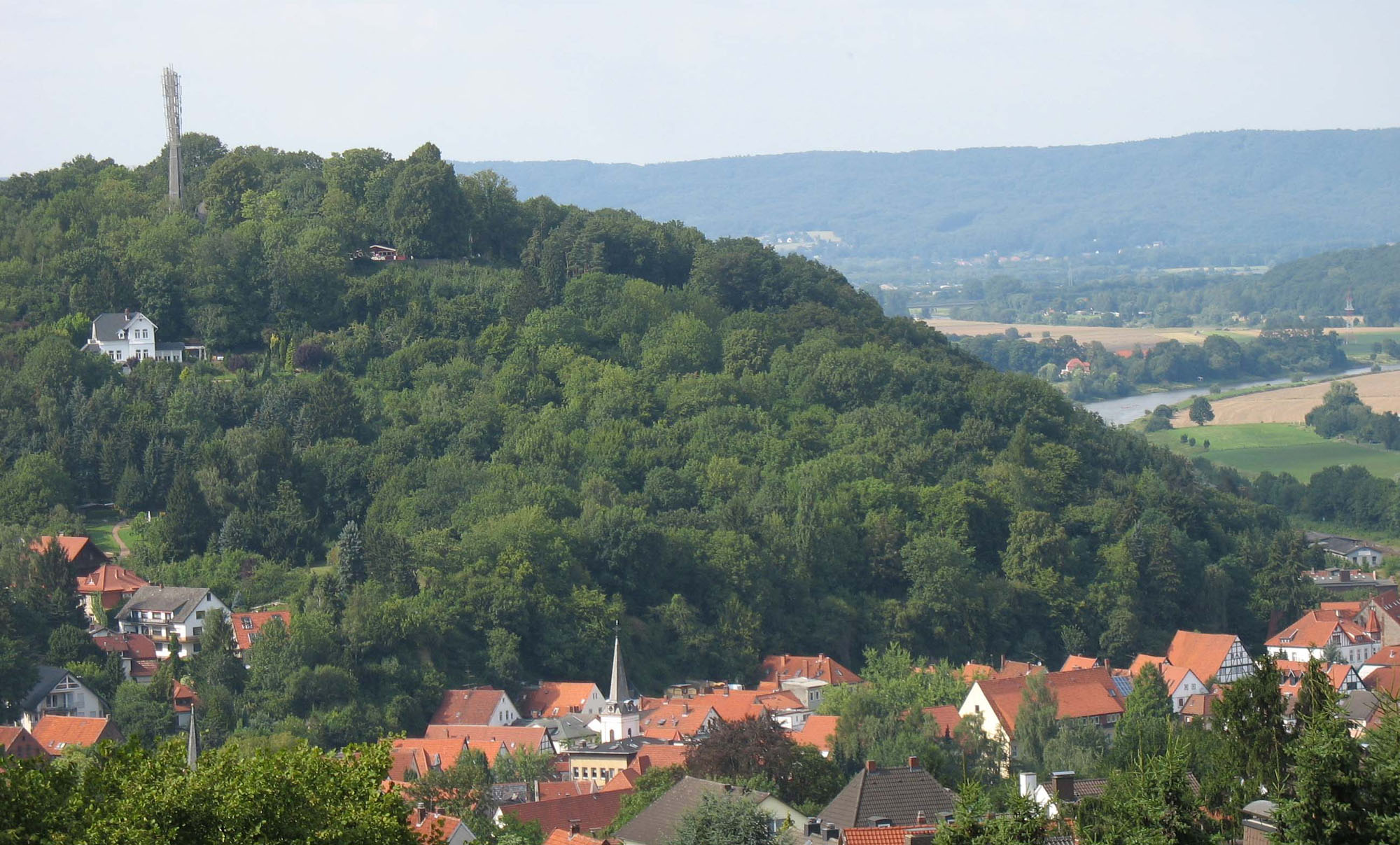
Blick auf den Amtshausberg im August 2006

Der Burgberg wurde wahrscheinlich schon vor etwa 2.000 Jahren durch eine Wallburg befestigt. Zur Zeit der Karolinger um 850 n. Chr. befand sich hier ein befestigter Königshof.
Nachdem die Herrschaft Vlotho 1248 an den Grafen Heinrich von Oldenburg (Beiname der „Myldebogener“), einen Schwager des Grafen Heinrich von Tecklenburg, gefallen war, erbaute er um 1250 die Burg Vlotho als Amtssitz. Von hier aus wurde der Handel auf der Weser und den Straßen überwacht.
Obwohl Teil der Grafschaft Ravensberg, geriet sie zeitweise in Pfandbesitz des Grafen Otto V. von Everstein. 1363 befand sich die Burg im Pfandbesitz der Herren von dem Bussche.
Im Jahre 1368 zerstörten die Truppen der Stadt Minden die Burg und Stadt Vlotho. Anlass war eine Fehde mit der Grafschaft Lippe. Da man die Burg als Verwaltungssitz jedoch benötigte, wurde sie wieder aufgebaut. Zeitweise wurden von hier aus zwei Herrschaftsbereiche verwaltet.
In den Wirren des Dreißigjährigen Krieges und den darauffolgenden Jahrzehnten wechselte die Burg mehrfach ihren Besitzer, wurde ausgeplündert und geriet in Verfall.
1709 wurde sie „auf Abbruch“ für 172 Taler verkauft. Das Prinzip: Jeder, der bezahlte, konnte sich eine von der Höhe der Zahlung abhängige Menge Steine als Baumaterial brechen. Auf diese Art wurde die Burg größtenteils abgetragen.
Im Jahre 1884 wurde auf dem Burggelände eine Gastwirtschaft errichtet. 1903 wurde im südöstlichen Außengelände der Vlothoer Bismarckturm erbaut. Er war als Wandelgarten gestaltet und mit künstlichen Grotten ausgestattet, aus denen heraus der Blick auf den Weserlauf im Osten mit der so genannten Lippischen Pforte möglich war. 1922 wurde von der Freiwilligen Feuerwehr Vlotho an der östlichen Außenmauer ein Pavillon in Muschelform für Musikvorführungen errichtet.
Von 1936 bis zum Ausbruch des Zweiten Weltkriegs fanden umfangreiche Ausgrabungen statt. Teile der Anlage wurden gesichert und oberirdisch als Ruine wiederhergestellt, der Burgbrunnen auf eine Tiefe von 63 Meter freigelegt. Abgebrochen wurden der Bismarckturm und das mittlerweile eingerichtete Heimatmuseum. Auch andere Bauten, die sich nicht mit den Ansprüchen an eine möglichst ursprüngliche Gestaltung vertrugen, verschwanden.
Die Freiwillige Feuerwehr Vlotho errichtete 1949 erneut einen massiven Pavillon. Es gab zunehmend Proteste der Bürgerschaft des Stadtteiles Uffeln am immer dichter besiedelten gegenüberliegenden Weserufer wegen der Lärmbelästigungen. Tatsächlich trug der Schall weit über die hundert Meter tiefer liegende Weser hinaus. Diese Musikmuschel wurde bei der Umgestaltung des Burggeländes 2001/2002 durch eine Zeltbühne ersetzt.

### Baugeschichte
Verlässliche Informationen über die Baugeschichte der Burg Vlotho sind rar; größtenteils beruhen die Angaben auf Vermutungen. Nachdem die Burg um 1250 errichtet worden war, wurde sie um das Jahr 1368 geschleift. Aus dem Hochmittelalter sind außer den Fundamenten kaum Komponenten erhalten. Zwar gibt es wenige Zeichnungen aus dem Jahr 1581; diese zeigen aber keine verbindliche Ansicht der Burg. Auch die vorhandenen Modelle (u. a. von W. Kreideweiß) beruhen auf Mutmaßungen. 1709 wurde die Burg systematisch abgerissen und das Gelände praktisch planiert. Das Gefängnis blieb bis in die 1936er-Jahre erhalten.

### Heutige Nutzung
Ein Teil der rekonstruierten Ruine wurde mit einem modernen Schutzdach überzogen. Im Rahmen der Stadtführungen wird das Burggemunkel angeboten, bei dem unter Anleitung das Gelände in der Dunkelheit erkundet werden kann.

## Anlage

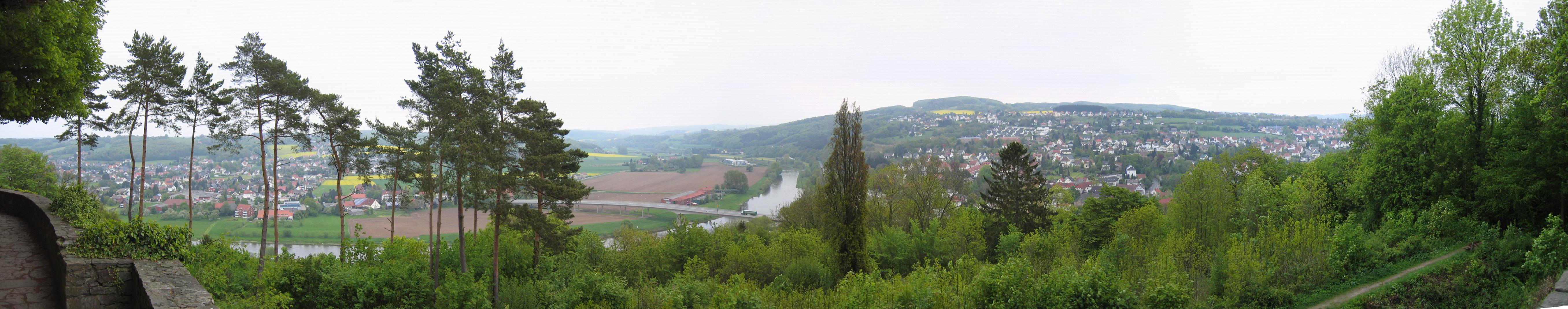
Blick von der Burg auf das Wesertal

Die Burgruine ist zirka 110 Meter lang und bis zu 60 Meter breit. Die Ringmauer ist weitestgehend noch erhalten. Von den ehemaligen Gebäuden wie z. B. dem Palas sind nur noch Grundmauern vorhanden. Der Burgbrunnen hat gegenwärtig eine Tiefe von 52 Metern. Im Zuge der Ausgrabung von 1936/39 war er bis zu einer Tiefe von 63 Metern freigelegt worden, man vermutete damals schon, dass er eine Gesamttiefe von um die 100 Metern besessen habe, wodurch die Sohle etwa auf dem Höhenniveau der Weser gelegen hätte. In der weitläufigen Burganlage befindet sich eine Gaststätte mit Biergarten. Von der Terrasse bietet sich ein weiter Blick über das Tal der Weser.
Die etwa 500 m nordwestlich der Burg Vlotho liegende Wallanlage Schwedenschanze steht vermutlich ebenfalls im Zusammenhang mit der Burganlage. Die genaue Deutung und Datierung der Schanze sind bisher unklar.